# Iván Hurtado
Iván Jacinto Hurtado Angulo (n. 16 august 1974 în Esmeraldas) este un fotbalist ecuadorian retras din activitate. Este cel mai selecționat fotbalist ecuadorian și al cincilea jucător din lume ca număr de selecții.

## Titluri

### Club
Emelec
- Serie A: 1993, 1994

Atlético Nacional
- Primera A: 2007-I, 2007-II

### Națiune
Ecuador
- Cupa Canadei: 1999
- Cupa Coreei: 1995

## Legături externe
- Statistici internaționale la RSSSF
- Iván Hurtado pe site-ul National-Football-Teams.com